# Amblyglyphidodon melanopterus
Amblyglyphidodon melanopterus és una espècie de peix de la família dels pomacèntrids i de l'ordre dels perciformes que es troba a Tonga.
Els mascles poden assolir els 10,1 cm de longitud total.